# Leidersbach
Leidersbach ist eine Gemeinde im unterfränkischen Landkreis Miltenberg.

## Geografie

### Lage
Das Gemeindegebiet liegt im Spessart, circa 10 Kilometer südöstlich von Aschaffenburg.
Das gesamte Gemeindegebiet liegt im Naturpark Spessart. Der topographisch höchste Punkt der Gemeinde befindet sich nordöstlich von Volkersbrunn mit 419 m ü. NHN (Lage), der niedrigste liegt am Leidersbach unterhalb von Ebersbach auf 144 m ü. NHN (Lage).
Nord-Süd-Ausdehnung: ca. 6 km; West-Ost-Ausdehnung: ca. 6,5 km

### Gemeindegliederung
Es gibt vier Gemeindeteile (in Klammern der Siedlungstyp):
- Ebersbach (Kirchdorf)
- Leidersbach (Pfarrdorf)
- Roßbach (Pfarrdorf)
- Volkersbrunn (Kirchdorf)

### Nachbargemeinden
| Markt Sulzbach am Main | Forst Hohe Wart (gemeindefreies Gebiet)     | Gemeinde Mespelbrunn    |
|                        | Kompassrose, die auf Nachbargemeinden zeigt | Gemeinde Heimbuchenthal |
| Markt Kleinwallstadt   | Gemeinde Hausen                             |                         |

## Name

### Etymologie
Der Name Leidersbach stammt vom gleichnamigen, den Ort durchfließenden Leidersbach, dem linken Quellbach des Sulzbaches. Der wechselnde Anfangsbuchstabe von B auf L kann daher kommen, dass man im 14. Jahrhundert von einer Agglutination des Präpositionsauslautes ausging. Man dachte Bliderspach = B(ei) liderspach.

### Frühere Schreibweisen
Frühere Schreibweisen des Ortes aus diversen historischen Karten und Urkunden:
- 1248 Bliderspach
- 1312 Lyderspach
- 1324 Lydersbach
- 1349 Lydirsbach
- 1403 Lydersbach
- 1510 Lyderspach
- 1532 Leydersbach
- 1624 Leidersbach

## Geschichte

### Bis zur Gründung der Vorläufergemeinden
Der zu Ebersbach und dem Sulzbacher Ortsteil Soden gehörende „Schlossbuckel“ war schon vor der Zeitenwende besiedelt, wie dortige Funde beweisen. Erstmalige systematische archäologische Ausgrabungen von 2008 und 2009, durchgeführt das Archäologische Spessartprojekt gemeinsam mit der Gemeinde Leidersbach, dem Markt Sulzbach und den dortigen Geschichtsvereinen belegen durch Funde und Grabungsnachweise eine mindestens dreiphasige Nutzung der Altenburg. Kleinfunde stützen eine Nutzung zur Zeit der Michelsberger Kultur, ein datiertes Wall-Grabensystem spricht für eine Nutzung zu keltischer Zeit und ein überbauter zweiter Wall (der heute noch sichtbar ist) wird über indirekte Schlussfolgerungen in die Zeit vor das 12. Jahrhundert gelegt. Durch Steinbrüche und andere Nutzungen im 19. und 20. Jahrhundert wurden wesentliche Teile zerstört bzw. überformt. Die Anlage ist heute als Bodendenkmal ausgewiesen.
Die Entstehung der Orte selbst lief im Mittelalter ab: Aufgrund von Vergleichen mit anderen Orten mit gleicher Herkunft der Ortsnamen kann gefolgert werden, dass die mit bach endenden Gemeinden Ebersbach, Leidersbach und Roßbach vermutlich in der karolingischen Zeit Ende des 8. Jahrhunderts entstanden sind. Die erste urkundliche Erwähnung von Ebersbach findet man aus dem Jahr 1183, von Leidersbach und Roßbach aus dem Jahr 1200 und von Volkersbrunn aus dem Jahr 1248.
Schon zu dieser Zeit gehörten die Dörfer dem Erzstift Mainz (Vizedomamt Aschaffenburg) an. Bei der Auflösung des Erzstifts durch den Reichsdeputationshauptschluss 1803 fielen die Dörfer an das neu gebildete Fürstentum Aschaffenburg, mit welchem sie 1814 an Bayern angegliedert wurden. Im Zuge der Verwaltungsreformen in Bayern entstanden mit dem Gemeindeedikt von 1818 die Vorläufergemeinden des heutigen Leidersbach.

### Verwaltungsgeschichte
Im Jahr 1862 wurde das Bezirksamt Obernburg gebildet, auf dessen Verwaltungsgebiet Leidersbach lag. Wie überall im Deutschen Reich wurde 1939 die Bezeichnung Landkreis eingeführt. Leidersbach war dann eine der 35 Gemeinden im Landkreis Obernburg am Main. Mit der Auflösung des Landkreises Obernburg kam Leidersbach am 1. Juli 1972 in den neu gebildeten Landkreis Miltenberg.

### Religionen
Die Gemeinde ist überwiegend römisch-katholisch. Jeder Ortsteil besitzt eine eigene katholische Kirche.

### Eingemeindungen
Im Zuge der Gebietsreform in Bayern wurden am 1. Januar 1972 die Gemeinden Leidersbach, Ebersbach, Roßbach und Volkersbrunn zur neuen Einheitsgemeinde Leidersbach zusammengeschlossen.

### Bevölkerungsentwicklung
Entwicklung der Einwohnerzahlen
| Jahr | Einwohner |
| 1840 | 1756      |
| 1871 | 1744      |
| 1900 | 1818      |
| 1925 | 2317      |
| 1939 | 2639      |
| 1950 | 3218      |
| 1961 | 3342      |
| 1970 | 3799      |
| 1987 | 4304      |
| 1991 | 4564      |
| 1995 | 4706      |

| Jahr | Einwohner |
| 2000 | 4803      |
| 2001 | 4866      |
| 2002 | 4931      |
| 2003 | 4964      |
| 2004 | 4974      |
| 2005 | 4995      |
| 2006 | 4972      |
| 2007 | 4960      |
| 2008 | 4892      |
| 2009 | 4858      |
| 2010 | 4851      |

| Jahr | Einwohner |
| 2011 | 4828      |
| 2012 | 4770      |
| 2013 | 4742      |
| 2014 | 4722      |
| 2015 | 4788      |
| 2016 | 4797      |
| 2018 | 4747      |
| 2020 | 4727      |
| 2022 | 4795      |
| 2023 | 4743      |

Einwohnerentwicklung von Leidersbach von 1840 bis 2018 nach nebenstehender Tabelle

Im Zeitraum 1988 bis 2018 stieg die Einwohnerzahl von 4362 auf 4747 um 385 Einwohner bzw. um 8,8 %. 2005 hatte die Gemeinde einen Höchststand von 4995 Einwohnern erreicht.
Quelle: BayLfStat

## Politik

### Gemeinderat
Der Gemeinderat besteht aus 16 Mitgliedern, die sich wie folgt aufteilen:
- SPD: 3
- CWG: 3
- UBL: 4
- CSU: 6

### Europawahl 2024
Es gab eine Wahlbeteiligung von 65,1 %.
51,4 % der Stimmen gingen an die CSU, 5,8 % an die Grünen, 15,8 % an die AfD, 6,1 % an die SPD, 5,0 an die Freien Wähler, 4,0 an die FDP und 11,9 % an sonstige Parteien.

### Bürgermeister
Bürgermeister ist seit 2017 Michael Schüßler (CWG), der am 24. September 2017 bei einem Gegenkandidaten 61,5 % der Stimmen erhielt. Sein Vorgänger Friedrich „Fritz“ Wörl (CSU), der seit 1. Mai 2014 im Amt war, verstarb am 9. Mai 2017.

### Wappen
| Wappen von Leidersbach | Blasonierung: „Durch silbernen Wellenbalken geteilt von Grün und Rot; oben drei silberne Leisten, überdeckt von einer geöffneten silbernen Schere, unten ein sechsspeichiges silbernes Rad.“ |
| Wappen von Leidersbach | Wappenbegründung: Das Gemeindegebiet kam im 13. Jahrhundert an den Kurstaat Mainz und blieb dort bis zum Ende des Alten Reichs 1803. Daran erinnern das sechsspeichige Rad, das Mainzer Rad, sowie die Farben Silber und Rot. Die drei silbernen Leisten stellen so genannte Streifengüter dar, eine für die Gemeindeflur typische Einteilung in blockförmige Hufen. Die Schere ist ein Symbol für das Schneiderhandwerk, welches im Laufe der Zeit an Bedeutung gewann, sodass in den 1980er-Jahren weit über die Hälfte der Bevölkerung auf irgendeine Weise mit der Bekleidungsindustrie verbunden war. Der Wellenbalken steht redend für den Ortsnamenbestandteil "-bach" der drei Orte Ebersbach, Leidersbach und Rossbach. Wappengeschichte: Die Gemeinde Leidersbach besteht seit 1972 aus den ehemals selbstständigen Gemeinden Ebersbach, Leidersbach, Rossbach und Volkersbrunn. Das Gemeindegebiet kam im 13. Jahrhundert an den Kurstaat Mainz und blieb dort bis zum Ende des Alten Reichs 1803. Daran erinnern das sechsspeichige Rad, das Mainzer Rad, sowie die Farben Silber und Rot. Die drei silbernen Leisten stellen so genannte Streifengüter dar, eine für die Gemeindeflur typische Einteilung in blockförmige Hufen. Die Schere ist ein Symbol für das Schneiderhandwerk. Bis in das 19. Jahrhundert lebte die Bevölkerung fast ausschließlich von der Landwirtschaft und der Schafhaltung. Seit dieser Zeit begann das Schneiderhandwerk eine immer größere Rolle zu spielen, sodass bis in die 1980er-Jahre weit über die Hälfte der Bevölkerung auf irgendeine Weise mit der Bekleidungsindustrie verbunden war. Der Wellenbalken steht redend für den Ortsnamenbestandteil „-bach“ der drei Orte Ebersbach, Leidersbach und Rossbach. Dieses Wappen wird seit 1979 geführt. |

## Kultur und Sehenswürdigkeiten

### Bauwerke

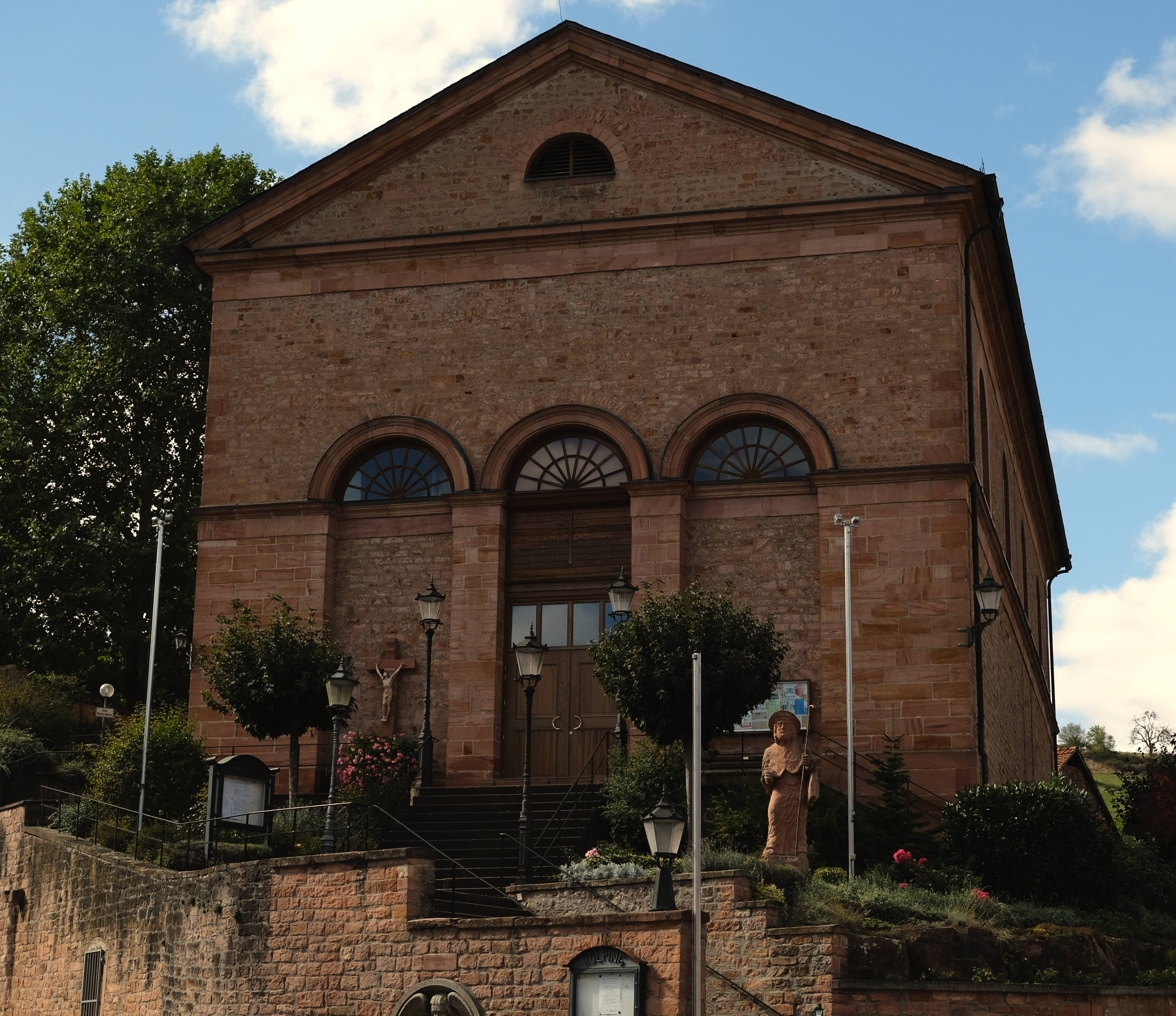
St.-Jakobus-Kirche

- Ringwall und museales Keltenhaus auf der Altenburg bei Ebersbach-Soden!
- Marienaltar der Ebersbacher St.-Barbara-Kirche
- St.-Jakobus-Kirche in Leidersbach, 1821 nach einem Entwurf von Bernhard Morell aus Rotsandstein errichtet
- Jugendbildungszentrum im ehemaligen Kloster auf dem Ebersbacher Klosterberg

### Vereine
Der BRK Leidersbach ist ein Ortsverein des Bayerischen Rotes Kreuzes im Kreisverband Miltenberg-Obernburg. Er wurde am 16. März 1955 gegründet. Die RK-Gemeinschaft ist im Rot-Kreuz-Haus in der Kolpingstraße 2 untergebracht und unterhält die Bereiche Jugendrotkreuz, Bereitschaft, SEG-Nord Katastrophenschutz und einen Helfer vor Ort (HvO / HGD (Hintergrunddienst) mit eigenem, spendenfinanzierten und ehrenamtlichen Rettungswagen seit 1. März 1984 mit Standort im Feuerwehrhaus Leidersbach).
Seit 1984 besteht die Laienschauspielgruppe Hutzelgrund Theater Leidersbach. In unregelmäßigen Zeiträumen greift die Theatergruppe in ihren Aufführungen örtliche Gegebenheiten auf.

### Sport
Handball
Mit den Rhein-Main Bienen war die Gemeinde in der ersten Handball-Bundesliga der Frauen vertreten. Der Verein schaffte 2003/04 die Meisterschaft mit dem verbundenen Aufstieg in die Oberliga Hessen. In der darauf folgenden Saison wurde die Mannschaft Hessenmeister und gewann die anschließende Relegation ausschließlich mit Siegen. In der Regionalliga Südwest gelang der Mannschaft von Trainer Peter David in der Saison 2005/06 die ungeschlagene Meisterschaft und der Aufstieg in die 2. Bundesliga. Als Meister der 2. Bundesliga schloss die HSG die Saison ab und ihr gelang durch den Playoff-Sieg gegen den TuS Weibern der Aufstieg in die Erstklassigkeit. Zudem schaffte es die Damenmannschaft, die Sparkassen-Arena in Elsenfeld mit 3500 Zuschauern bei einem Pokalspiel gegen den Deutschen Meister 1. FC Nürnberg zu füllen. 2009 erfolgte aus finanziellen Gründen der Zwangsabstieg in die Oberliga Hessen. In der Saison 2009/10 wurde die Mannschaft Meister und konnte sich für die neu gegründete 3. Liga qualifizieren.

## Wirtschaft und Infrastruktur

### Bildung
2007 gab es folgende Einrichtungen:
- Kindergärten: in den Ortsteilen Leidersbach, Ebersbach und Roßbach
- Grund- u. Hauptschule: Volksschule Leidersbach für Schüler aus allen vier Ortsteilen

### Ansässige Unternehmen
Im Ort lebten und arbeiteten früher neben Bauern auch vor allem kleine Betriebe des Schneiderhandwerks. Während die Landwirtschaft seit Mitte des 20. Jahrhunderts stetig an Bedeutung verliert, ist Leidersbach geprägt von Betrieben der Bekleidungsindustrie, die sich aus diesen Handwerksbetrieben zu teilweise überregionalen Unternehmen entwickelt haben. Daraus hat sich in der Umgebung der Ortsneckname Sacco Valley in Anspielung an das weltbekannte Silicon Valley entwickelt.
Darüber hinaus gibt es Unternehmen der Softwareentwicklung und Marketingunternehmen sowie zwei analytische Labore.

## Persönlichkeiten
- Gottfried Amendt (* 1945), Priester der Diözese Würzburg, Jakobspilger
- Albin Eser (1935–2023), Hochschullehrer, Strafrechtswissenschaftler und Richter
- Gosbert Schüßler (1947–2014), Hochschullehrer und Kunsthistoriker

### Ehrenbürger
- Geheimrat Engelbert Fries (1861–1946), Teilhaber Fa. Fries & Höpflinger, Schweinfurter Kugellagerwerke, Entwicklung und Produktion des Kugellagers
- Pfr. Josef Fäth (1902–1997)
- Pfr. Engelbert Kleespieß (1897–1981)
- Franz Schüßler, Bürgermeister (1897–1987)
- Geistl. Rat Peter Klement (1909–2001)
- Pfr. Waldemar Kilb (* 1943)
- Gerhard Nebel, Altbürgermeister (* 1941)

Quelle: Netzauftritt der Gemeinde

## Kurioses
Lange bevor die Heimschneiderei in den „Grund“ (Sacco Valley) kam, versuchten es die Leidersbacher mit Besenbinden. In den langen Wintermonaten, wenn die Feldarbeit ruhte, wurden Besen gebunden und Körbe geflochten, die dann in den umliegenden Orten und Städten verkauft wurden. Im Tal, in dem sehr viele Obstbäume standen, wurde die Ernte (Apfel, Birne, Zwetschge) entkernt, geschnitten, an Schnüren aufgefädelt und zum Trocknen unter dem Dachvorsprung aufgehängt. Im Herbst duftete es im ganzen Tal nach frischem Apfelmost, denn in fast jedem Keller reifte der Most in Fässern zu Apfelwein. Das gedörrte Obst „Hutzel“ wurde zu Kartoffeln- und Mehlspeisen gegessen, aber auch bis in den Frankfurter Raum verkauft. So kam es zum Ortsnecknamen Hutzelgründer und Besenbinder.
Im Ort gibt es ein künstlerisch gestaltetes Transformatorenhäuschen, das auf die Zeit der Spessarträuber hinweist. In Anlehnung zum Wirtshaus im Spessart zeigt die Bemalung das „Gasthaus zur Mühle“. Aus der Eingangstür geleitet eine Dame einen betrunkenen Gast heraus und gibt den wartenden Spessarträubern ein Zeichen. Diese haben sich an den Seiten des Hauses versteckt. Auf der Rückseite des Kunstwerks ist ein Mühlrad angebracht.

Transformatorenstation als Wirtshaus bemalt (Spessarträuber)
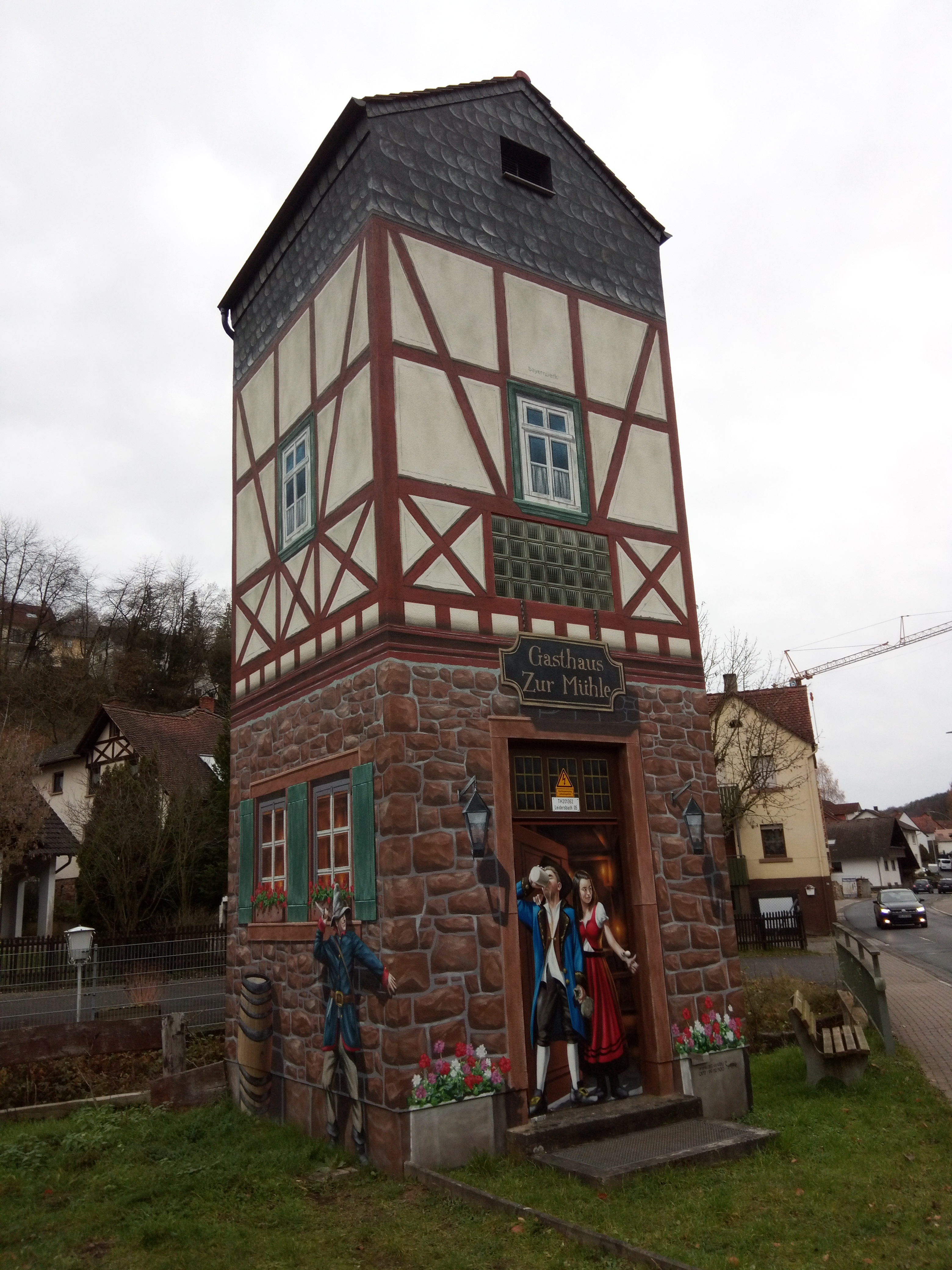
Gasthaus zur Mühle
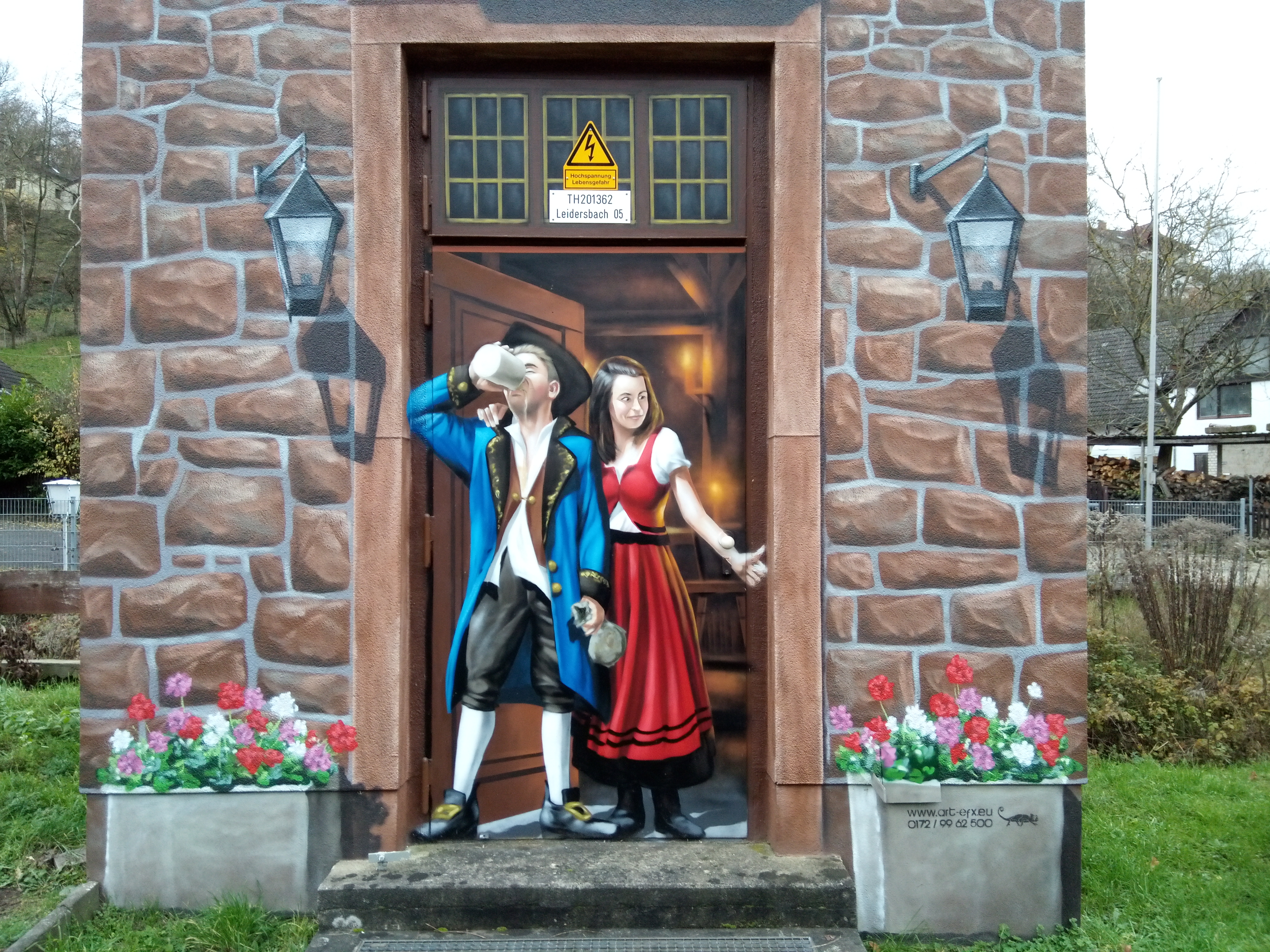
Frau, mit betrunkenem Gast
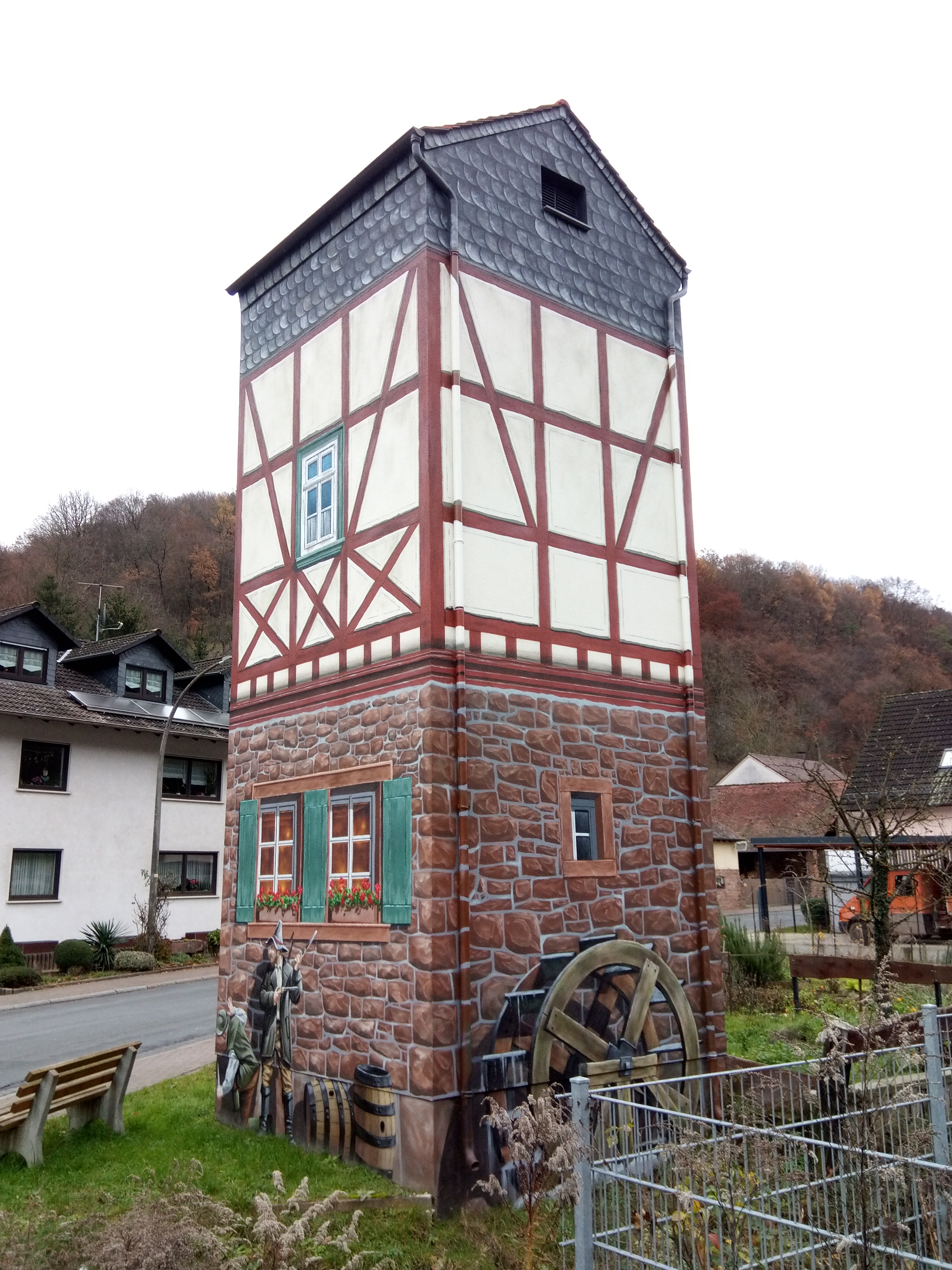
Rückseite mit Mühlrad
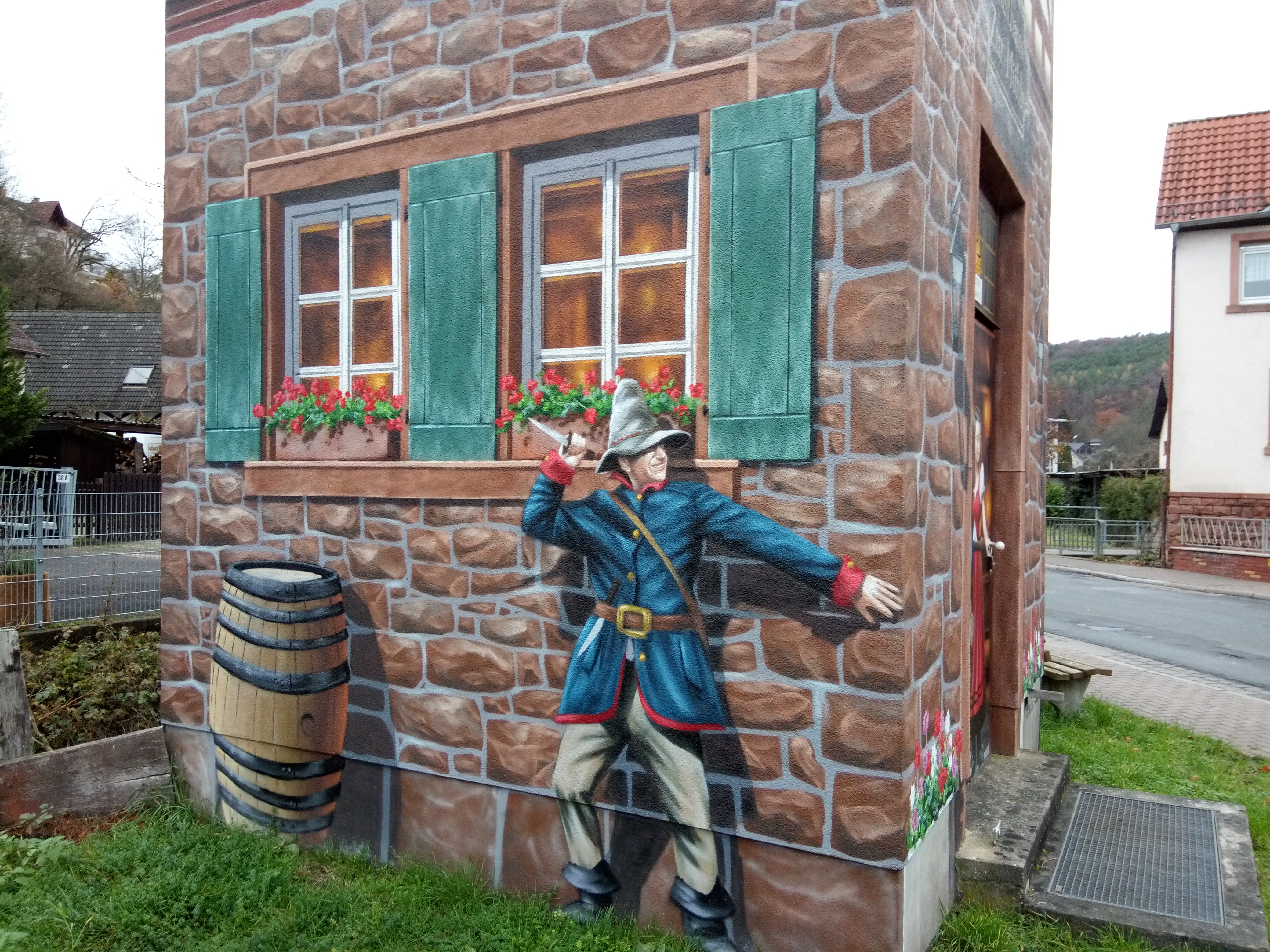
Spessarträuber, der auf Gast wartet